# Operazione Beowulf
Operazione Beowulf (in tedesco Unternehmen Beowulf) era il nome in codice dell'attacco tedesco contro le isole estoni di Saaremaa, Hiiumaa, Muhu e Vormsi (allora parte dell'Unione Sovietica), durante la seconda guerra mondiale. L'attacco, condotto dalla 61. Infanterie-Division tedesca con l'appoggio di unità navali della Kriegsmarine e della Merivoimat finlandese, venne lanciato il 9 settembre 1941 (nell'ambito della più ampia operazione Barbarossa), e si concluse il 22 ottobre seguente con una netta vittoria del contingente della Wehrmacht e l'annientamento della numerosa guarnigione sovietica delle isole.

## Antefatti
Il 22 giugno 1941 le truppe della Wehrmacht lanciarono l'operazione Barbarossa, un attacco di massa contro l'Unione Sovietica lungo un fronte che andava da Memel (Klaipėda) sul mar Baltico alla foce del Danubio sul Mar Nero; in particolare, l'occupazione delle ex repubbliche baltiche (annesse all'Unione Sovietica nel giugno del 1940) fu affidata al Gruppo d'armate Nord del feldmaresciallo Wilhelm Ritter von Leeb. Le truppe di Leeb travolsero le difese sovietiche ed avanzarono rapidamente nei territori delle ex Lettonia ed Estonia: il golfo di Finlandia venne raggiunto l'8 agosto a Kunda, mentre il 20 agosto seguente i tedeschi diedero l'assalto alla capitale estone, Tallinn, strenuamente difesa dai reparti dell'Armata Rossa; il 27 agosto i sovietici evacuarono la città via mare, anche se gli attacchi aerei, le motosiluranti tedesche e finlandesi, e le mine navali inflissero loro pesantissime perdite.
La caduta di Tallinn e l'occupazione della terraferma estone consentiva ora ai tedeschi di portare l'attacco alle isole dell'arcipelago occidentale dell'Estonia. Le grandi isole di Hiiumaa e soprattutto Saaremaa occupavano un'importante posizione strategica, chiudendo di fatto l'accesso al golfo di Riga; più importante ancora, le isole ospitavano alcune basi aeree sovietiche da cui i bombardieri della Sovetskie Voenno-vozdušnye sily potevano raggiungere il territorio tedesco: tra il 7 agosto ed il 4 settembre i velivoli sovietici compirono missioni sulle città della Germania settentrionale, colpendo anche la capitale Berlino.
Già durante la prima guerra mondiale le truppe dell'Impero tedesco avevano lanciato un attacco anfibio per occupare l'arcipelago (operazione Albion); durante la fase preparatoria di Barbarossa l'occupazione delle isole era stata contemplata, ed un primo piano operativo stilato: l'operazione Beowulf (dal nome di un famoso poema epico) non era altro che una ripetizione del piano Albion del precedente conflitto, consistendo in uno sbarco via mare a partire dalla Curlandia sul lato occidentale delle isole di Saaremaa ed Hiiumaa. I pesanti combattimenti per la conquista dell'Estonia e la difficoltà da parte della marina tedesca di reperire sufficienti mezzi anfibi fecero slittare l'inizio dell'operazione, che venne rimandata alla metà di settembre; il piano originale fu rivisto, anche in considerazione delle nuove acquisizioni territoriali ottenute: la nuova operazione (Beowulf II) sarebbe stata lanciata partendo da est anziché da ovest, impiegando un gran numero di piccole barche d'assalto (Sturmboot) e motozattere leggere, e trattando il braccio di mare che separava la terraferma estone dalle isole come se fosse un grande fiume.
Dell'operazione fu incaricata la 61ª Divisione fanteria tedesca del generale Siegfried Hänicke, reduce dai pesanti combattimenti per la conquista di Tallinn, rinforzata con un reggimento prelevato dalla 217. Infanterie-Division ed un piccolo contingente di truppe speciali Brandenburg (comprendente anche alcuni collaboratori estoni). La Luftwaffe avrebbe fornito protezione ed appoggio con due gruppi di bombardieri Junkers Ju 88 ed uno di caccia intercettori, mentre le unità navali dell'Asse furono incaricate di condurre operazioni diversive per distrarre i difensori sovietici dallo sbarco ad est: un gruppo navale tedesco con gli incrociatori leggeri Emden, Köln e Leipzig e svariate altre unità leggere avrebbe lanciato azioni diversive a sud (operazione Südwind) ed ovest (operazione Westwind) di Saaremaa, mentre le due corazzate costiere finlandesi Ilmarinen e Väinämöinen e due rompighiaccio armati avrebbero fatto lo stesso a nord di Hiiumaa (operazione Nordwind).
La guarnigione sovietica delle isole ammontava a circa 20-24 000 uomini sotto il generale Alexey Eliseev, in maggior parte appartenenti alla 2ª Divisione fucilieri ed a vari reparti di presidio; il grosso delle forze (una brigata rinforzata) era dislocato su Saaremaa, mentre su Hiiumaa erano posizionati due battaglioni di fanteria, con altri due battaglioni a presidio di Muhu. Le isole ospitavano un considerevole quantitativo di batterie costiere e d'artiglieria mobile di grosso e medio calibro, anche se i pezzi più potenti (quattro cannoni da 180 mm) non erano operativi. I sovietici disponevano solo di 25 tra aerei ed idrovolanti al momento dell'attacco, troppo pochi per opporsi alla Luftwaffe che infatti fu capace fin dall'inizio di acquisire la piena superiorità aerea sulle isole.

## L'operazione

### Manovre preliminari
L'operazione iniziò la mattina del 9 settembre, quando il 389º Reggimento fanteria della 217. Infanterie-Division sbarcò sulla piccola isola di Vormsi, ad est di Hiiumaa: con l'appoggio dei bombardieri della Luftwaffe i tedeschi sopraffecero la debole guarnigione sovietica, composta da due compagnie di fanteria, in una giornata di combattimenti, prendendo anche 200 prigionieri. L'occupazione di Vormsi consentiva ora all'artiglieria dell'Asse di chiudere lo stretto che divideva le isole dalla terraferma estone, proteggendo la forza di sbarco da possibili incursioni della Flotta del Baltico sovietica di stanza a Leningrado.
Nella notte tra il 13 ed il 14 settembre le unità navali tedesche e finlandesi diedero avvio alle azioni diversive al largo di Saaremaa ed Hiiumaa, in previsione dell'inizio degli sbarchi principali previsti per la mattina del 14; queste azioni furono un successo, convincendo i sovietici a disporsi a difesa delle coste occidentali e meridionali delle isole, trovandosi così impreparati al momento dello sbarco ad est. Nel corso dell'operazione Nordwind, tuttavia, la Merivoimat finlandese subì il suo più grave disastro in mare: intorno alle 20:30, mentre il convoglio invertiva la rotta per rientrare alla base, la corazzata Ilmarinen urtò due mine al largo di Hiiumaa, affondando nel giro di appena dieci minuti con la perdita di 271 uomini dell'equipaggio.

### La battaglia
Il principale attacco anfibio tedesco iniziò intorno alle 4:00 di quel 14 settembre: elementi del 151º Reggimento fanteria della 61ª Divisione presero terra sulla costa orientale dell'isola di Muhu, collegata a Saaremaa da una strada rialzata, mentre poco più tardi il reparto da ricognizione della divisione (161º Aufklärungs Abteilung) prese terra sulla costa settentrionale della piccola isola; gli sbarchi tedeschi colsero di sorpresa la guarnigione sovietica, che venne scacciata dalla spiaggia. Le piccole Sturmboot erano concepite per attraversare i fiumi, e si trovavano in notevole difficoltà in mare aperto: ulteriori sbarchi tedeschi poterono avere luogo solo nel primo pomeriggio, quando altri cinque battaglioni di fanteria ed un gruppo d'artiglieria presero terra su Muhu, consolidando una testa di ponte ormai di 7 km.
Mentre i reparti della 61ª Divisione prendevano terra a Muhu, il Sonderkommando Benesch dei Brandenburg atterrò con cinque alianti DFS 230 sulla penisola di Kuebassare, tra Saaremaa e Muhu, con il compito di neutralizzare l'artiglieria a lungo raggio dei sovietici; l'atterraggio fu un successo, ma il piccolo gruppo di incursori venne ben presto scoperto dalle pattuglie nemiche e costretto a ripiegare, mentre un secondo gruppo a bordo di Sturmboot fu costretto a tornare indietro per le proibitive condizioni del mare. Impossibilitati a portare a termine la loro missione, gli incursori furono evacuati da Saaremaa via mare nel tardo pomeriggio, sotto la copertura dei velivoli della Luftwaffe.

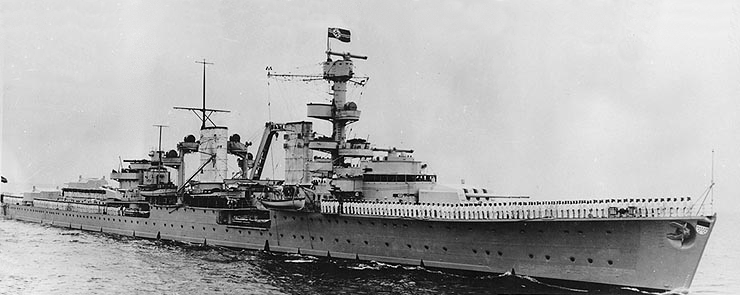
L'incrociatore leggero Köln fornì appoggio ai reparti tedeschi durante la battaglia

Ripulita Muhu dai sovietici, la mattina del 16 settembre il 151º Reggimento e l'unità da ricognizione lanciarono un attacco attraverso la strada rialzata e gli acquitrini che dividevano l'isola da Saaremaa: colti di sorpresa, i sovietici opposero una resistenza disorganizzata, ed entro le 11:00 i tedeschi controllavano ormai una solida testa di ponte su Saaremaa. A partire dal giorno successivo, i tedeschi presero ad avanzare nell'entroterra dell'isola, con il 151º ed il 162º Reggimento fanteria sul versante meridionale, ed il 176º Reggimento ed il 161º Aufklärungs Abteilung sul versante settentrionale; a dispetto di una ostinata resistenza dei reparti sovietici, i tedeschi avanzarono celermente, prendendo Kuressaare, la città principale dell'isola, il 21 settembre. Le truppe di Eliseev ripiegarono quindi sulla penisola di Sorbe, l'estrema propaggine meridionale di Saaremaa; a partire dal 23 settembre, il 162º Reggimento prima ed il 151º Reggimento poi attaccarono l'istmo largo 2 km che collegava la penisola all'isola, ingaggiando furiosi combattimenti contro i difensori sovietici: con l'appoggio della Luftwaffe e del fuoco degli incrociatori, la sera del 27 settembre il 151º Reggimento riuscì infine ad aprirsi un varco nelle difese sovietiche, che crollarono. L'ultima resistenza su Saaremaa venne sopraffatta sulla punta estrema della penisola il 5 ottobre: sebbene almeno 1 500 sovietici riuscirono a fuggire ad Hiiumaa via mare, i tedeschi annientarono il resto della guarnigione dell'isola, prendendo circa 5 000 prigionieri.
Con Saaremaa saldamente in mano ai tedeschi, il prossimo obiettivo divenne Hiiumaa, seconda isola dell'arcipelago per dimensioni; il piano per invaderla (operazione Siegfried) era già stato approntato per il 20 settembre, anche se il prolungamento dei combattimenti per Saaremaa fece sì che l'attacco non potesse essere lanciato prima del 12 ottobre. Quella mattina il 176º Reggimento, con l'appoggio della Luftwaffe e dell'incrociatore Köln, prese terra sul versante orientale della punta meridionale di Hiiumaa, provenendo da Saaremaa: ancora una volta i sovietici furono colti di sorpresa, ed i tedeschi stabilirono rapidamente una solida testa di ponte; più tardi quello stesso pomeriggio il 151º fanteria ed il 161º Aufklärungs Abteilung rinforzarono la testa di ponte, che per il 14 ottobre comprendeva ormai tutta la parte meridionale dell'isola. I combattimenti per l'occupazione del resto di Hiiumaa furono molto duri, con i sovietici favoriti da terreno aspro ma in netta inferiorità numerica; nella notte tra il 21 ed il 22 ottobre infine, 570 sovietici, tra cui il generale Eliseev, riuscirono a lasciare Hiiumaa via mare rifugiandosi ad Hanko, e la mattina successiva l'isola fu completamente in mano tedesca.

## Conseguenze
L'operazione Beowulf si concluse con un pieno successo per le forze della Wehrmacht: al prezzo di 2 850 tra morti e feriti i tedeschi catturarono le isole e 15 000 prigionieri sovietici, oltre a circa 200 cannoni e pezzi d'artiglieria di vario calibro. Questa importante vittoria tattica permetteva ora ai tedeschi di mettere in sicurezza il golfo di Riga e gli approdi meridionali al golfo di Finlandia, oltre ad allontanare la minaccia dei bombardieri sovietici dal cuore del Reich.
Le isole rimasero saldamente in mano tedesca fin verso la fine del settembre del 1944, quando le massicce controffensive dell'Armata Rossa cacciarono i tedeschi dall'Estonia; il 29 settembre i sovietici lanciarono l'operazione Moonsund, un attacco anfibio per riconquistare le isole: in una sorta di ripetizione di Beowulf a parti invertite, i sovietici presero terra a Muhu per poi avanzare speditamente attraverso Saaremaa, dove i tedeschi avevano ammassato tutte le forze disponibili. Al termine di duri combattimenti nella penisola di Sorbe, i resti della guarnigione tedesca furono evacuati via mare nella notte del 23 novembre, lasciando l'arcipelago in mano ai sovietici.